# Companhia de Alimentos do Nordeste
A Companhia de Alimentos do Nordeste (CIALNE) é uma empresa privada que atua nos setores de avicultura e pecuária. Tem sede na cidade de Fortaleza e fazendas em mais 8 cidades: Maranguape, Aquiraz, Guaiúba, Umirim, São Gonçalo do Amarante, Paracuru, Paraipaba e Irauçuba. São duas unidades em Fortaleza e 36 espalhadas pelo interior do Ceará.

## História
Suas atividades tiveram início no ano de 1966 pelas mãos de Francisco de Araújo Carneiro (Dico Carneiro) com uma pequena granja no distante bairro de Mundubim, em Fortaleza.
Em 1993 a empresa passa por uma mudança de foco adotando uma política mais técnica quando passa a produzir matrizes, ovos férteis, pintos de 1 dia e frangos de corte para comercialização. Dentro desta mesma política houve uma ampliação de duas atividades para o ramo da pecuária com a criação de gado bovino da raça Girolando para produção de leite e também com a criação de gado ovino da raça Santa Inês.